# بيرنجيا

اضمحلال جسر يابسة بيرنجيا خلال الفترة التي امتدت من قبل 21،000 إلى الوقت الحاضر.

كان بِيرِنْجِيَا أو بِيرِنْغِيَا جسر يابسة ربط بين ما يُسمى اليوم ألاسكا وشرق سيبيريا خلال أوقات مختلفة من عصر البلستوسين الجليدي، وقد بلغ عرضه 1,600 كيلومتر تقريباً من الشمال إلى الجنوب عند أقصى اتساع له. لم يَتثلج هذا الجسر خلال فترة وُجوده لأن هطول الثلج كان خفيفاً جداً آنذاك، وذلك نتيجة لفقدان الرياح الشمالية الغربية القادمة من المحيط الهادئ لرطوبتها بعد تثلج سلسلة جبال ألاسكا بالكامل. سُميت جميع أراضي السهوب التي تمتد لمسافة عدة مئات من الكيلومترات داخل كلا القارتين (آسيا وأمريكا الشمالية) وبما في ذلك جسر اليابسة هذا بـ«بيرنجيا». يُعتقد اليوم أن عدداً ضئيلاً من القاطنين البشر لهذه المنطقة (بضعة آلاف على الأكثر) نجوا من آخر أقصى تجلد لبيرنجيا، الذين انعزلوا عن أسلافهم من البشر في آسيا لمدة 5,000 عام على الأقل قبل أن يُهاجروا للاستقرار في الأمريكيتين في وقت ما قبل 16,500 عام خلال أقصى تجلد متأخر، حيث انصهرت المثالج الأمريكية التي كانت تسد الطريق إلى القارتين.

## الجغرافيا

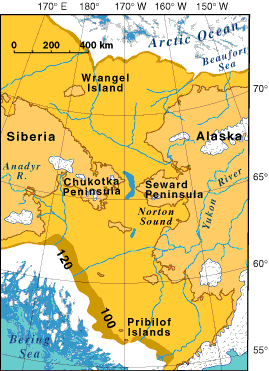
بيرنجيا خلال "الفترة الويسكونسية المتأخرة" قبل ما يَتراوح من 30,000 إلى 10,000 عام.

إن كلاً من مضيق بيرنغ وبحر تشوكشي في الشمال وبحر بيرنغ في الجنوب هي بحار ضحلة ( الخرائط). وبسبب هذا، فخلال دورات الابرداد المناخيّ - مثل العصر الجليدي الأخير - يَتجمد ويَتكدس ماء كاف في القطبين الجليديين لكي يُولد انخفاضاً ضخماً في مستوى البحر قادراً على كشف قاع هذه البحار الضحلة (التي غمرت مُجدداً الآن إلى حد كبير). ولذا فإن برنجيا ليس وحيداً، بل إن العديد من جسور اليابسة الأخرى تكونت حول العالم ثم غمرت مُجدداً بنفس الطريقة قبل 14,000 عام تقريباً، فقد تكون في تلك الفترة جسر يَربط بين برّ أستراليا وجزيرتي غينيا الجديدة وتسمانيا، وأصبحت الجزر البريطانية امتداداً للبرّ الأوروبي يَصل بينها وبينه أرض جافة عبر القناة الإنكليزية، وربط بحر الصين الجنوبي بعد جفافه جزر سومطرة وجاوة وبورنيو بالبر الآسيوي.

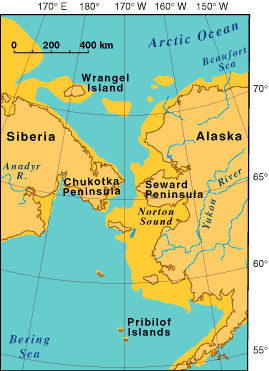
بيرنجيا خلال إعادة التثلج قبل 12,000 عام.

كشف وغمر ارتفاع وهبوط مستوى البحر العالميّ على مرّ عصر البلستوسين مرات عديدة أرضاً جسرية تسمى «بيرنجيا». يُعتقد أن جسر يابسة بيرنجيا كان موجوداً خلال كل من الفترة الجليدية التي حدثت قبل 35,000 عام قبل الحاضر وخلال الفترة الأحدث التي امتدت من 22,000 إلى 7,000 عام ق.ح. لكن المضيق فتح من جديد في حوالي 15,500 ق.ح، ثم بحلول عام 6,000 ق.ح أخذت الخطوط الساحلية شكلها الحاليّ تقريباً.
مثلت الأرض الخالية من الجليد القابعة في قلب بيرنجيا ملجأً بيئياً (أرض تحوي نوعاً منعزلاً كان واسع الانتشار قبل ذلك) عملاقاً بالنسبة لنباتات التندرة هذه خلال ذروة الفترات الجليدية، مما جعلها قادرة على النجاة مع الظروف التي غطت فيها صحراء قطبية ذات رياح هائجة المنطقة. لكن بيرنجيا غيرت نظامها البيئيّ باستمرار مع تغير المناخ الذي يُؤثر على البيئة، مما حصر النباتات والحيوانات القادرة على النجاة ضمن أنواع قليلة. كان يُمكن لممرّ اليابسة هذا أن يَعمل كحاجز بنفس الوقت الذي يَعمل فيه كجسر، فخلال أكثر الفترات برودة تمددت المثالج أكثر ووصلت إلى بيرنجيا. أما خلال الفترات الأحرّ الفاصلة بين الفترات الجليدية، فقد غير هطول الأمطار والثلوج من نوعية التربة وكون مجارٍ ومسارات تمر عبرها مياه الأمطار. تظهر بقايا الأحافير أن الصنوبريات وأشجار القضبان والحور نمت في فترة من الفترات خلف حدود انتشارها الشمالية الحالية، مما يُشير إلى أن الكوكب مر بفترات كان المناخ فيها أحر وأرطب. إضافة إلى ذلك، لم تكن الماستدونات التي تعتمد في طعامها على الشجيرات شائعة في التندرة الجافة المفتوحة التي غطت بيرنجيا خلال الفترات الباردة، بل بدلاً من ذلك ازدهرت المواميث مكانها.

## الاستيطان البشري

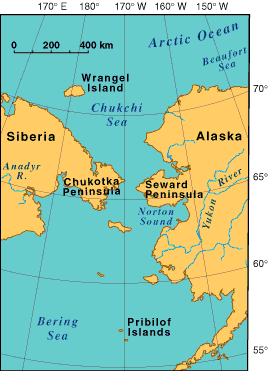
بيرنجيا في الوقت الحاضر.

جسر يابسة بيرنجيا هام لأسباب عديدة، من أهمها أنه أتاح هجرة البشر من آسيا إلى الأمريكيتين قبل حوالي 25,000 عام. تشير إحدى الدراسات التي أعدت حول تاريخ هذه الهجرة إلى أنه من بين جميع الأشخاص الذين هاجروا عبر جسر اليابسة آنذاك، لم يَترك سوى 70 منهم آثاراً جينية عند سليلهم الحديثين، وذلك نتيجة لتأثير التأسيس السكاني - مما يُفهم خطأ في الكثير من الأحيان على أنه يَعني أن 70 شخصاً فقط هاجروا إلى أمريكا الشمالية. وربما كان المُستوطنون الساحليون الذين هاجروا عبر البحر قد عبروا قبل ذلك بكثير، لكن الرأي العلمي يَختلف حول هذه النقطة، والمواقع الساحلية التي يُمكنها توفير المزيد من المعلومات مغمورة الآن بالمياه على بُعد مئات الأمتار من الشاطئ. كانت حيوانات اليابسة قادرة هي الأخرى على الهجرة عبر بيرنجيا، وتتضمن الثدييات التي تطورت وهاجرت بين قارتيّ آسيا وأمريكا الشمالية الفيليات والأسود، وقد تطورت هذه الحيوانات لاحقاً إلى أنواع متوطنة شمال أمريكية أصبحت منقرضة الآن. وعلاوة على هذا فقد أتاح الجسر أيضاً حدوث العكس وهو عبور حيوانات من أمريكا الشمالية إلى آسيا، فقد أتاحت بيرنجيا للخيليات والجمليات التي تطورت في قارة أمريكا الشمالية (وانقرضت هناك لاحقاً) أن تهاجر إلى آسيا.
نشرت عام 2007 دراسة قادها باحثون من جامعتي ميتشيغان وكلية لندن تشير إلى أن هجرة جسر يابسة بيرنجيا حدثت قبل 12,000 عام في الواقع، حيث أن جميع البشر الذين هاجروا عبر جسر اليابسة جاؤوا من شرق سيبيريا وجميع الأمريكيين الأصليين هم سليلون مُباشرون لنفس مجموعات المهاجرين الشرق سيبيريين. وقد أدرج المؤلفون ملاحظة بأن «التنوع الجيني واسع الانتشار غير الاعتيادي بين السكان الأصليين لكلتا القارتين يُوحي بأن البشر الأوائل في الأمريكيتين جاؤوا ضمن هجرة واحدة أو ضمن موجات عديدة لكن من مكان واحد، وليس في عدة هجرات من أماكن مختلفة». لكن مع هذا فإن منجماً في تشيلي يَعود عمره إلى 12,000 عام يُشير إلى تاريخ أقدم من ذلك للهجرة (فالوقت الذي تتطلبه الهجرة عبر جسر اليابسة ثم التحرك إلى تشيلي ثم العثور على منجم جيد كمأوى لا بد أن يُضاف إلى عمر المنجم نفسه).